# 高野万優
高野 万優（たかの まひろ、2006年7月15日 - ）は、日本の空手家である。新潟県長岡市出身。悠空会所属（日本空手協会長岡支部）。流派は松濤館流。

## 略歴
小学生の学年別日本一を決める公益財団法人全日本空手道連盟主催の全日本少年少女空手道選手権大会の形（女子）で、2013年、2014年、2015年、2016年、2017年、2018年と6年連続で優勝。
また、2015年に行われた小中学生の学年別日本一を決める公益社団法人日本空手協会主催の文部科学大臣杯第58回小学生・中学生全国空手道選手権大会（小学3年生・女子・形）で優勝した。
2015年2月より全日本空手道連盟から空手道のオリンピック採用へ向けて2020KARATEアンバサダーに任命された。
オーストラリアの歌手シーアのシングル「Alive」の公式ミュージック・ビデオに出演。
イオンの「のびるっちパンツ」のCMに出演。

## 人物
- 普段はほんわかと可愛い女の子だが、試合中は抜群の集中力で、相手を圧倒する目つきと気迫、技のスピードは大人顔負け。気迫のこもった演武の動画はYouTubeで話題となり、動画再生数は500万回を越え、TVを始めとする様々なメディアでも話題になっている[5]。
- 好きなスポーツ選手はウサイン・ボルト。好きなアイドルグループは防弾少年団 (BTS)。
- サトウ食品新潟アルビレックスランニングクラブに所属し、陸上競技にも励んでいる。